# Кадоваки, Маи
Маи Кадоваки (яп. 門脇 舞以 Кадоваки Маи, род. 8 сентября 1980, Токио, Япония) — японская актриса. На её счету более 35-ти фильмов и телесериалов и, в основном, в качестве актрисы озвучивания. В частности, озвучивает Саню Литвяк в франшизе Strike Witches.

## Личная жизнь
С 26 февраля 2013 года Маи замужем. У супругов есть сын (род. в ноябре 2013), дочь (род. в феврале 2017). В ноябре 2018 года сообщила о разводе.

## Фильмография

### Игры
- Genshin Impact — Яо Яо